# بنجامين دوليتل
بنجامين دوليتل هو سياسي أمريكي، ولد في 29 ديسمبر 1825، وتوفي في 6 فبراير 1895. نشط حزبياً في الحزب الجمهوري. وقد انتخب عضو جمعية ولاية نيويورك ‏ وانتخب عضو مجلس ولاية نيويورك ‏.